# Samogohiri
Samogohiri är ett departement i Burkina Faso.   Det ligger i provinsen Kénédougou och regionen Hauts-Bassins, i den västra delen av landet, 400 km väster om huvudstaden Ouagadougou.